# Röhrnbach
Röhrnbach – gmina targowa w Niemczech, w kraju związkowym Bawaria, w rejencji Dolna Bawaria, w regionie Donau-Wald, w powiecie Freyung-Grafenau. Leży w Lesie Bawarskim, około 8 km na południe od miasta Freyung, przy drodze B12.

## Demografia
| Rok  | Liczba mieszk. |
| ---- | -------------- |
| 1970 | 3 832          |
| 1987 | 4 145          |
| 2000 | 4 492          |
| 2006 | ok. 4 800      |

## Oświata
(na 1999)

W gminie znajduje się 125 miejsc przedszkolnych (150 dzieci) oraz 2 szkoły podstawowae (25 nauczycieli, 417 uczniów). Do 1970 otwarta była jeszcze jedna szkoła.